# Пюалъп
Пюа̀лъп (на английски: Puyallup) е град в окръг Пиърс, щата Вашингтон, САЩ. Пюалъп е с население от 33 011 жители (2000) и обща площ от 31,6 km². Намира се на 14 m надморска височина. ЗИП кодът му е 98371-98375, а телефонният му код е 253.